# 1992년 LG 트윈스 시즌
1992년 LG 트윈스 시즌은 LG 트윈스가 KBO 리그에 참가한 3번째 시즌이며, MBC 청룡 시절까지 합하면 11번째 시즌이다. 이광환 감독이 팀을 이끈 첫 시즌인데   김용수의 부상,  김기범의 방위복무 등 여러 가지 요인으로 투수력이 붕괴된 것 외에도 김재박의 태평양 이적 - 이광은의 은퇴 등 여러 가지 사정 때문에 1루를 제외한 내야진이 부실해져 팀은 8팀 중 정규시즌 7위에 그쳐 포스트시즌 진출에 실패했다.
한편,  6월 30일에 있었던 태평양과의 윤덕규 - 박준태 트레이드로 인해 이광환 감독이 팬들로부터 원성을 샀는데 윤덕규는 초구부터 스윙하는 타격 습관 때문에 이광환 감독 부임 후 주전 자리를 잃었고 이적 다음 날인 7월 1일 인천 LG전에서 연장 10회말 끝내기 안타를 친 뒤 LG 덕아웃을 향해 헬멧을 내동댕이쳐 간접적으로 이광환 감독에 대한 불만을 표출하기도 했다.
한편, 이광환 감독 부임 과정에서 조창수 수석코치가 일본 주니치 연수를 위해 팀을 떠났으며 백인천 전 감독의 추천을 통해 기용된 박현식 2군감독은 팀을 젊게 만든다는 구단방침에 따라 재계약을 포기했고 1990년 12월 4일부터 1년 계약한 미국인 패튼 투수 인스트럭터가 1군 투수코치로 1년 재계약했다.
이 과정에서 당초 1군 투수코치-2군 투수코치를 각각 맡았으나 1991년 8월 6일 보직이 변경된 정순명 2군 투수코치와 하기룡 1군 투수코치가 루키군 투수코치(정순명) 2군 투수코치(하기룡), 유종겸 훈련단 투수코치가 1군 불펜코치로 이동했다.
하지만,    김용수의 부상,  김기범의 방위복무 등 여러 가지 요인으로 투수력이 붕괴되자 패튼 1군 투수코치가 1992년 7월 6일 2군으로 내려갔으며  2년 연속 포스트시즌 진출 실패에 따른 문책성 해고에 맞춰 정순명 김봉기 양승관 코치와 함께 시즌 후 팀을 떠나야 했다.

## 타이틀
- KBO 골든글러브: 송구홍 (3루수)
- 올스타전 추천선수: 김상훈, 송구홍
- 출장(타자): 김상훈 (126)
- 완봉: 김태원 (3)

### 퓨처스리그
- 출장(타자): 오인 (36)
- 북부리그 3루타: 정재훈 (3)
- 북부리그 도루: 나웅 (12)
- 세이브: 오종우 (5)

## 선수단
- 선발투수 : 김기범, 김태원, 김용수, 김유진, 김기덕
- 구원투수 : 민원기, 문병권, 서왕권, 오종우, 김덕근, 이국성, 김성식, 이용철
- 마무리투수 : 정삼흠, 차명석, 김종철, 차동철, 김성준
- 포수 : 김동수, 서효인, 김상모, 최달호, 강진규
- 1루수 : 김상훈, 김선진
- 2루수 : 김동재, 김기홍, 민경삼
- 유격수 : 이종열, 박종호, 이우수
- 3루수 : 송구홍, 윤찬, 나웅
- 좌익수 : 이병훈, 김영직
- 중견수 : 박준태 (6월 30일 윤덕규와의 맞트레이드로 태평양에서 이적),   박흥식,  김성일
- 우익수 :  노찬엽, 조필현
- 지명타자 : 최훈재, 김건우, 윤덕규 (6월 30일 태평양 이적), 장주덕, 조만형, 김정준

## 여담
- 김성식은 KBO 리그 역대 최연소 등판 기록을 세웠다.
- 윤찬은 KBO 리그 역대 1군 출전 선수 중 최초로 해외에서 대학을 나온 대한민국 국적 타자다.
- 송구홍은 이 시즌 쌍방울 레이더스와의 경기에서 5병살을 기록하여 단일 시즌 쌍방울 레이더스와의 경기에서 최다 병살타를 기록한 선수가 되었다.
- 정삼흠은 이 시즌 쌍방울 레이더스와의 경기에서 3루타 4개를 허용하여 단일 시즌 쌍방울 레이더스와의 경기에서 최다 3루타를 허용한 선수가 되었다.